# Ansgar Knauff
Ansgar Knauff (Gottinga, 10 gennaio 2002) è un calciatore tedesco, centrocampista dell'Eintracht Francoforte e della nazionale Under-21 tedesca.

## Biografia
Nato a Gottinga, è cresciuto solo con la madre tedesca, ed è di origini ghanesi da parte paterna.

## Caratteristiche tecniche
È un esterno d'attacco, che può adattarsi a fare il fluidificante o persino il terzino. È dotato di buona velocità e di un ottimo dribbling.

## Carriera

### Club

#### Gli inizi
Ha iniziato la sua carriera calcistica all'SVG Göttingen e nel 2015 si è trasferito al centro di formazione giovanile dell'Hannover 96. In precedenza Knauff si era messo in mostra nella Opel Family Cup, venendo nominato miglior giocatore della competizione da Jürgen Klopp, allora allenatore del Borussia Dortmund.

#### Borussia Dortmund
Nel 2016 Knauff viene acquistato proprio dai gialloneri, che lo aggregano alla prima squadra nell'estate 2020. Il 25 novembre dello stesso anno firma il suo primo contratto da professionista che lo legherà al club Schwarzgelben fino al 2023.
Esordisce in prima squadra l'8 dicembre 2020, in occasione della partita valida per la fase a gironi di UEFA Champions League contro lo Zenit San Pietroburgo, subentrando all'83º a Thorgan Hazard. Fa la sua prima apparizione in Bundesliga il 20 marzo 2021, durante Colonia-Borussia Dortmund terminata sul punteggio di 2-2, fornendo l'assist per la rete del pari a Erling Haaland. Il 6 aprile 2021 gioca per la prima volta da titolare della sconfitta per 2-1 contro il Manchester City ai quarti di finale di Champions. Realizza la sua prima rete da professionista 4 giorni dopo, mettendo a segno il gol del definitivo 3-2 nella vittoria esterna del Borussia in campionato contro lo Stoccarda.

#### Eintracht Francoforte
Il 20 gennaio 2022 il Francoforte acquista in prestito Knauff dal Borussia Dortmund. Il centrocampista segna la sua prima rete con la nuova maglia il 5 marzo nel successo dell'Eintracht Francoforte sull'Herta Berlino per 4-1. Il 7 aprile segna la rete del momentaneo 1-0 contro il Barcellona in Europa League.

### Nazionale
Nel 2020 ha esordito con la nazionale Under-19 di calcio della Germania.

## Statistiche

### Presenze e reti nei club
Statistiche aggiornate al 14 dicembre 2024.
| Stagione                 | Squadra                  | Campionato               | Campionato | Campionato | Coppe nazionali | Coppe nazionali | Coppe nazionali | Coppe continentali | Coppe continentali | Coppe continentali | Altre coppe | Altre coppe | Altre coppe | Totale | Totale | Totale |
| Stagione                 | Squadra                  | Comp                     | Pres       | Reti       | Comp            | Pres            | Reti            | Comp               | Pres               | Reti               | Comp        | Pres        | Reti        | Pres   | Reti   |        |
| ------------------------ | ------------------------ | ------------------------ | ---------- | ---------- | --------------- | --------------- | --------------- | ------------------ | ------------------ | ------------------ | ----------- | ----------- | ----------- | ------ | ------ | ------ |
| 2020-2021                | Borussia Dortmund        | BL                       | 4          | 1          | CG              | 0               | 0               | UCL                | 3                  | 0                  |             | -           | -           | 7      | 1      |        |
| gen-giu.2021             | Borussia Dortmund        | BL                       | 5          | 0          | CG              | 1               | 0               | UCL                | 3                  | 0                  | -           | -           | -           | 9      | 0      |        |
| Totale Borussia Dortmund | Totale Borussia Dortmund | Totale Borussia Dortmund | 9          | 1          |                 | 1               | 0               |                    | 6                  | 0                  |             | -           | -           | 16     | 1      |        |
| gen-giu. 2022            | Eintracht Francoforte    | BL                       | 12         | 1          | CG              | 1               | 0               | UEL                | 7                  | 2                  | -           | -           | -           | 20     | 3      |        |
| 2022-2023                | Eintracht Francoforte    | BL                       | 24         | 1          | CG              | 2               | 0               | UCL                | 6                  | 0                  | SU          | 1           | 0           | 33     | 1      |        |
| 2023-2024                | Eintracht Francoforte    | BL                       | 31         | 7          | CG              | 1               | 1               | UECL               | 8                  | 0                  | -           | -           | -           | 40     | 8      |        |
| 2024-2025                | Eintracht Francoforte    | BL                       | 30         | 4          | CG              | 3               | 0               | UEL                | 11                 | 2                  | -           | -           | -           | 44     | 6      |        |
| Totale Eintracht         | Totale Eintracht         | Totale Eintracht         | 97         | 13         |                 | 7               | 1               |                    | 32                 | 4                  |             | 1           | 0           | 137    | 18     |        |
| Totale carriera          | Totale carriera          | Totale carriera          | 89         | 11         |                 | 7               | 1               |                    | 33                 | 4                  |             | 1           | 0           | 131    | 16     |        |

## Palmarès

### Club

#### Competizioni nazionali
- Coppa di Germania: 1

Borussia Dortmund: 2020-2021

#### Competizioni internazionali
- UEFA Europa League: 1

Eintracht Francoforte: 2021-2022

### Individuale
- Miglior giovane della UEFA Europa League: 1

2021-2022